# Geelong
Geelong (/dʒəˈlɒŋ/) là một thành phố trong bang Victoria, Úc. Thành phố có dân số 178.650 người (năm 2010). Geelong là một thành phố cảng nằm bên vịnh Corio và sông Barwon, trong tiểu bang Victoria, Australia, 75 km (47 dặm) về phía tây nam thủ phủ bang Melbourne. Đây là thành phố đông dân nhất thứ hai ở Victoria và thành phố đông dân nhất thứ năm không phải thủ phủ bang tại Úc. Khu vực đô thị chạy từ các đồng bằng của Lara ở phía bắc ngọn đồi Waurn Ponds ở phía nam, với vịnh phía đông và những ngọn đồi về phía tây, một khu vực với dân số ước tính 160.991 người. trung tâm hành chính thành phố của thành phố Geelong mở rộng trong đó bao gồm các khu vực đô thị và xung quanh có dân số trên 191.000 người.
Geelong được đặt tên vào năm 1837 bởi Thống đốc Richard Burke, với tên có nguồn gốc từ tên Wathaurong thổ dân địa phương đối với khu vực, Jillong, có nghĩa là "đất" hoặc "vách đá. Khu vực này lần đầu tiên được khảo sát năm 1838, ba tuần sau khi Melbourne, và nhà bưu điện đã được mở bởi tháng 6 năm 1840. Nhà kho len đầu tiên được xây dựng trong giai đoạn này và nó đã trở thành cảng cho ngành công nghiệp len của Khu vực Tây. Trong thời kỳ đổ xô đi tìm vàng ở Victoria, thành phố đã trải qua thời kỳ bùng nổ ngắn thành cảng chính cho các mỏ nhiều vàng ở quận Ballarat. Thành phố sau đó đa dạng hóa sản xuất và trong những năm 1860, nó đã trở thành một trong những trung tâm sản xuất lớn nhất tại Úc với nhà máy lông cừu, nhà máy sản xuất dây thừng và nhà máy giấy.
Địa danh này được công bố là một thành phố vào năm 1910, với sự tăng trưởng công nghiệp từ thời gian này cho đến khi những năm 1960 thành lập thành phố như là một trung tâm sản xuất cho bang, và chứng kiến dân số tăng lên hơn 100.000 giữa những năm 1960. Sự gia tăng dân số thập kỷ qua do sự tăng trưởng trong các ngành công nghiệp dịch vụ, và lĩnh vực sản xuất đã giảm xuống. Việc tái phát triển của thành phố bên trong đã xảy ra từ những năm 1990.

## Khí hậu
| Dữ liệu khí hậu của Geelong (Sân bay Geelong) | Dữ liệu khí hậu của Geelong (Sân bay Geelong) | Dữ liệu khí hậu của Geelong (Sân bay Geelong) | Dữ liệu khí hậu của Geelong (Sân bay Geelong) | Dữ liệu khí hậu của Geelong (Sân bay Geelong) | Dữ liệu khí hậu của Geelong (Sân bay Geelong) | Dữ liệu khí hậu của Geelong (Sân bay Geelong) | Dữ liệu khí hậu của Geelong (Sân bay Geelong) | Dữ liệu khí hậu của Geelong (Sân bay Geelong) | Dữ liệu khí hậu của Geelong (Sân bay Geelong) | Dữ liệu khí hậu của Geelong (Sân bay Geelong) | Dữ liệu khí hậu của Geelong (Sân bay Geelong) | Dữ liệu khí hậu của Geelong (Sân bay Geelong) | Dữ liệu khí hậu của Geelong (Sân bay Geelong) |
| Tháng                                         | 1                                             | 2                                             | 3                                             | 4                                             | 5                                             | 6                                             | 7                                             | 8                                             | 9                                             | 10                                            | 11                                            | 12                                            | Năm                                           |
| --------------------------------------------- | --------------------------------------------- | --------------------------------------------- | --------------------------------------------- | --------------------------------------------- | --------------------------------------------- | --------------------------------------------- | --------------------------------------------- | --------------------------------------------- | --------------------------------------------- | --------------------------------------------- | --------------------------------------------- | --------------------------------------------- | --------------------------------------------- |
| Cao kỉ lục °C (°F)                            | 45.3 (113.5)                                  | 47.4 (117.3)                                  | 41.5 (106.7)                                  | 34.8 (94.6)                                   | 27.6 (81.7)                                   | 23.4 (74.1)                                   | 20.5 (68.9)                                   | 25.8 (78.4)                                   | 29.6 (85.3)                                   | 37.1 (98.8)                                   | 37.3 (99.1)                                   | 43.1 (109.6)                                  | 47.4 (117.3)                                  |
| Trung bình ngày tối đa °C (°F)                | 24.5 (76.1)                                   | 24.8 (76.6)                                   | 23.1 (73.6)                                   | 20.2 (68.4)                                   | 17.0 (62.6)                                   | 14.5 (58.1)                                   | 13.9 (57.0)                                   | 15.0 (59.0)                                   | 16.5 (61.7)                                   | 18.6 (65.5)                                   | 20.7 (69.3)                                   | 22.7 (72.9)                                   | 19.3 (66.7)                                   |
| Tối thiểu trung bình ngày °C (°F)             | 12.9 (55.2)                                   | 13.6 (56.5)                                   | 12.0 (53.6)                                   | 9.5 (49.1)                                    | 7.8 (46.0)                                    | 5.9 (42.6)                                    | 5.4 (41.7)                                    | 5.8 (42.4)                                    | 6.6 (43.9)                                    | 7.6 (45.7)                                    | 9.5 (49.1)                                    | 10.9 (51.6)                                   | 9.0 (48.2)                                    |
| Thấp kỉ lục °C (°F)                           | 4.5 (40.1)                                    | 5.8 (42.4)                                    | 3.4 (38.1)                                    | 1.4 (34.5)                                    | 0.0 (32.0)                                    | −3.7 (25.3)                                   | −4.3 (24.3)                                   | −2.1 (28.2)                                   | 0.6 (33.1)                                    | 0.6 (33.1)                                    | 2.6 (36.7)                                    | 3.3 (37.9)                                    | −4.3 (24.3)                                   |
| Lượng mưa trung bình mm (inches)              | 37.3 (1.47)                                   | 31.5 (1.24)                                   | 32.0 (1.26)                                   | 45.2 (1.78)                                   | 46.5 (1.83)                                   | 42.2 (1.66)                                   | 49.2 (1.94)                                   | 49.1 (1.93)                                   | 49.7 (1.96)                                   | 51.3 (2.02)                                   | 52.8 (2.08)                                   | 40.1 (1.58)                                   | 527.1 (20.75)                                 |
| Số ngày mưa trung bình                        | 7.0                                           | 5.8                                           | 8.2                                           | 11.9                                          | 13.0                                          | 15.6                                          | 16.8                                          | 16.7                                          | 16.0                                          | 13.5                                          | 10.3                                          | 9.0                                           | 143.8                                         |
| Nguồn: Cục Khí tượng Úc                       |                                               |                                               |                                               |                                               |                                               |                                               |                                               |                                               |                                               |                                               |                                               |                                               |                                               |

## Thành phố kết nghĩa
- Liên Vân Cảng, Trung Quốc
- Izumiōtsu, Nhật Bản